# Додол
До́дол — кондитерський виріб, схожий на ірис, популярний в Південно-Східній та Південній Азії, особливо в Індонезії, Малайзії, Сінгапурі, Брунеї, на Філіппінах, в Південній Індії, Таїланді, на Шрі-Ланці та в М'янмі, де називається mont kalama. Цукерки готують з кокосового молока, неочищеного пальмового цукру та рисового борошна. Додол солодкий, тягучий і липкий. Поряд з традиційним коричневим додолом популярні підфарбовані і ароматизовані цукерки, наприклад, з соком манго або есенцією листя пандану (Pandanus amaryllifolius).

## Регіональні особливості
У країнах, де мусульмани становлять більшість, наприклад, в Індонезії та Малайзії, додол дають дітям на свята: Ураза-байрам та Курбан-байрам.  
У деяких країнах додол ароматизують дуріаном, такий смак називається lempuk, ці цукерки зазвичай жовтого кольору. Додол-лемпук популярний в Таїланді, Келантані, Тренгану, Медані та інших містах Суматри.
На західному узбережжі Індії, так званому регіоні португальської Індії, особливо в штаті Гоа, додол їдять на Різдво.
На Балі додолі продають загорнутим в сухе кукурудзяне листя.
На Шрі-Ланці в готову масу перед охолодженням додають горіхи кеш'ю та кардамон. Масу залишають остигати в сковороді, де вона до цього готувалася, поставленої під нахилом, щоб дати можливість витекти зайвій кокосовій олії. Такий варіант називається калу-додол.

## Приготування
Основні інгредієнти додолу: кокосове молоко, борошно з клейкого рису, звичайне рисове борошно і пальмовий цукор. Традиційно борошно з клейкого рису і звичайного рису береться в співвідношенні 6:1. Процес приготування ірису простий, але часозатратний: потрібно близько 6 годин.
На 2 кг борошняної суміші беруть близько 2 л кокосового молока і 1,5 л цукрового сиропу, приготованого з використанням пальмового цукру. Борошно і цукровий сироп змішують і готують на середньому вогні при постійному помішуванні до тих пір, поки вони не уваряться вдвічі. Потім в масу додають кокосове молоко. Вся суміш продовжує готуватися на повільному вогні при постійному помішуванні до темно-коричневого кольору. Маса стає дуже тягучою, яку важко промешувати, блискучою і легко відділяється від стінок сковорідки, а також не липне до пальців. Потім в масу додають різні начинки (горіхи, спеції тощо) і залишають остигати. У міру остигання додол набуває гелеподібної консистенції і його можна нарізати на невеликі шматочки.